# Rowan Blanchard
Rowan Blanchard (sinh ngày 14 tháng 10 năm 2001) là một nữ diễn viên người Mỹ. Cô nằm trong danh sách những thanh thiếu niên có ảnh hưởng nhất của tạp chí Time năm 2015. Blanchard được biết đến lần đầu qua vai diễn Rebecca Wilson trong Điệp viên nhí 4: Kẻ cắp thời gian (2011), và có màn thể hiện đột phá với vai Riley Matthews trong series phim truyền hình Girl Meets World (2014–2017) của Disney Channel. Cả hai vai diễn đều đem về cho cô các đề cử tại lễ trao giải Young Artist Award. Cô còn tham gia diễn xuất với vai Jackie Geary trong sitcom The Goldbergs (2017–2018) của ABC, và Alexandra Cavill trong series Chuyến tàu băng giá (2020–2022) của TNT.

## Đầu đời
Blanchard chào đời tại Los Angeles, California. Mẹ cô tên Elizabeth và bố cô là Mark Blanchard-Boulbol, cả hai đều là hướng dẫn viên yoga. Ông nội của cô mang 4 dòng máu Armenia, Syria, Liban và Maroc; trong khi bà nội lại có tổ tiên là người Anh, Đan Mạch và Thụy Điển. Ông bà cố nội của cô gặp nhau tại Aleppo, thuộc Syria ngày nay. Cô được đặt theo tên của một nhân vật trong tiểu thuyết The Witching Hour của nhà văn Anne Rice. Rowan có hai người em là Carmen và Shane.

## Sự nghiệp
Blanchard bắt đầu sự nghiệp diễn xuất vào năm 2006, lúc 5 tuổi. Trong vai diễn đầu tiên của mình, cô thủ vai con gái của Mona trong The Back-up Plan và tham gia vào dàn diễn viên chính của loạt phim gốc Dance-a-Lot Robot của Disney Junior trong vai Caitlin. Năm 2011, cô được chọn vào vai Rebecca Wilson trong Điệp viên nhí 4: Kẻ cắp thời gian, và Raquel Pacheco trong Little in Common.
Cuối tháng 1 năm 2013, Blanchard thủ vai Riley Matthews trong series Girl Meets World của Disney Channel. Cô cũng góp giọng trong ca khúc mở đầu của series cùng bạn diễn Sabrina Carpenter. Cô là một thành viên tích cực của nhóm nhạc Disney Channel Circle of Stars. Đầu tháng 1 năm 2015, Blanchard vào vai Cleo trong bộ phim gốc Invisible Sister của Disney Channel. Từ năm 2017 đến 2018, cô tham gia diễn xuất trong series The Goldbergs của ABC. Tháng 9 năm 2017, Blanchard thông báo sẽ cho ra mắt một cuốn sách có tựa đề Still Here (tạm dịch: Vẫn ở đây), cuốn sách sau đó đã được phát hành vào tháng 2 năm 2018. Blanchard cũng cùng đóng vai chính trong bộ phim chuyển thể Nếp gấp thời gian được phát hành vào tháng 3 năm 2018.
Ngày 27 tháng 3 năm 2019, Deadline Hollywood đưa tin Blanchard đã được chọn vào vai Alexandra Cavill trong series Chuyến tàu băng giá của TNT, loạt phim được chuyển thể từ bộ phim điện ảnh cùng tên của Bong Joon-ho với sự góp mặt của Jennifer Connelly và Daveed Diggs. Cô đóng vai trò là ngôi sao khách mời với tùy chọn trở thành diễn viên chính thức trong mùa 2.
Blanchard cũng đóng cặp với Auli'i Cravalho trong bộ phim Crush của Hulu được phát hành vào tháng 4 năm 2022.

## Đời tư

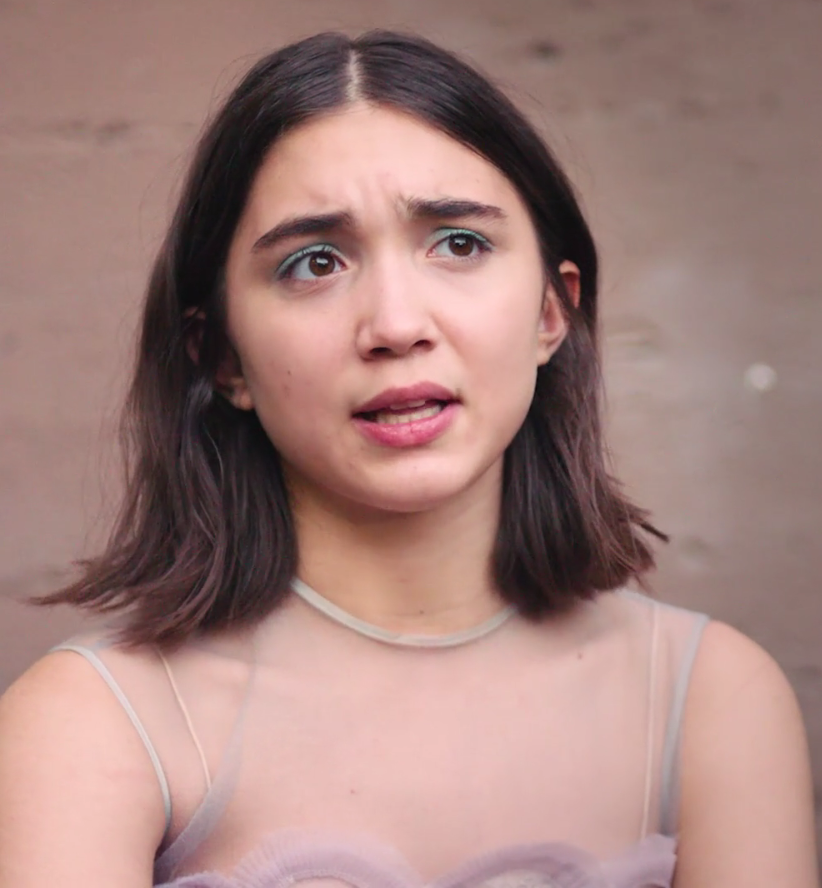
Blanchard năm 2017

Năm 2014, Blanchard tiết lộ trên Instagram rằng bản thân đang phải vật lộn với chứng trầm cảm. Cô viết: "Khi tôi thấy bản thân mình, cụ thể là năm nay, trải qua những thăng trầm với căn bệnh trầm cảm, tôi đã nhận ra rằng thay vì từ chối và tẩy chay những cảm xúc tuổi thiếu niên ấy (cảm xúc con người), tôi có thể học cách yêu sự mãnh liệt của chúng và biết được rằng mọi thứ chỉ là nhất thời".
Trong một loạt các tweet vào tháng 1 năm 2016, cô tuyên bố rằng bản thân trước đây "chỉ thích con trai", nhưng hiện đã "mở lòng để thích bất kỳ giới tính nào", và qua đó xác định mình là queer.
Blanchard là một nhà hoạt động trong các vấn đề về nữ quyền, nhân quyền và bạo lực súng đạn. Trong khi hầu hết các bình luận của cô về những vấn đề này đều được đăng trên Twitter hoặc Tumblr, cô từng có bài phát biểu tại cơ quan Phụ nữ Liên Hợp Quốc và hội nghị thường niên của Ủy ban Quốc gia Mỹ như một phần của chiến dịch nữ quyền #TeamHeForShe.
Tháng 4 năm 2018, Blanchard chỉ trích Israel và quân đội nước này trên mạng xã hội và chia sẻ bài đăng của mình cùng với ảnh chụp của nhà hoạt động người Palestine Ahed Tamimi. Trong cùng bài đăng, Blanchard lên tiếng ủng hộ người Palestine trong các cuộc biểu tình biên giới Gaza năm 2018. Tháng 5 năm 2018, Blanchard lại một lần nữa chỉ trích Israel trên mạng xã hội và chia sẻ một bức ảnh khác của Tamimi. Cô viết rằng "Gaza thỏa mọi định nghĩa của một cuộc diệt chủng nhưng những người biểu tình bị tàn sát phải luôn được xác định là 'ôn hòa'".

## Danh sách phim
| Năm  | Tựa                               | Vai              | Ghi chú   |
| ---- | --------------------------------- | ---------------- | --------- |
| 2010 | The Back-up Plan                  | Con gái của Mona |           |
| 2011 | Little in Common                  | Raquel Pacheco   |           |
| 2011 | Điệp viên nhí 4: Kẻ cắp thời gian | Rebecca Wilson   |           |
| 2016 | The Realest Real                  | Paige            | Phim ngắn |
| 2018 | Nếp gấp thời gian                 | Veronica Kiley   |           |
| 2019 | A World Away                      | Jessica          |           |
| 2022 | Crush                             | Paige            |           |

| Năm       | Tựa                   | Vai                                         | Ghi chú                   |
| --------- | --------------------- | ------------------------------------------- | ------------------------- |
| 2010      | Dance-a-Lot Robot     | Caitlin                                     | 5 tập                     |
| 2014–2017 | Girl Meets World      | Riley Matthews                              | Vai chính, 72 tập         |
| 2015      | Best Friends Whenever | Riley Matthews                              | 1 tập                     |
| 2015      | Invisible Sister      | Cleo                                        | Phim điện ảnh truyền hình |
| 2016      | Beat Bobby Flay       | Bản thân                                    | 1 tập                     |
| 2017–2018 | The Goldbergs         | Jackie Geary                                | 12 tập                    |
| 2018      | Neo Yokio             | Bergdorf Chan / Salesclerk 3 / Teenage Girl | Lồng tiếng, 1 tập         |
| 2018–2019 | Splitting Up Together | China                                       | 2 tập                     |
| 2020–2022 | Chuyến tàu băng giá   | Alexandra Cavill                            | 21 tập                    |
| 2022      | Ziwe                  | Bản thân                                    | 1 tập                     |
| 2023      | Poker Face            | Lily Albern                                 | 1 tập                     |

## Giải thưởng và đề cử
| Năm  | Lễ trao giải        | Hạng mục                                                         | Tác phẩm                          | Kết quả | Nguồn  |
| ---- | ------------------- | ---------------------------------------------------------------- | --------------------------------- | ------- | ------ |
| 2012 | Young Artist Awards | Best Performance in a Feature Film — Young Actress Ten and Under | Điệp viên nhí 4: Kẻ cắp thời gian | Đề cử   | [ 27 ] |
| 2015 | Young Artist Awards | Outstanding Young Ensemble in a TV Series                        | Girl Meets World                  | Đề cử   | [ 28 ] |
| 2016 | Teen Choice Awards  | Choice Summer TV Star: Female                                    | Girl Meets World                  | Đề cử   | [ 29 ] |
| 2017 | Kids' Choice Awards | Favorite Female TV Star                                          | Girl Meets World                  | Đề cử   | [ 30 ] |
| 2017 | Teen Choice Awards  | Choice Changemaker                                               | Bản thân                          | Đề cử   | [ 31 ] |